# 海安街道 (汕头市)
海安街道，是中华人民共和国广东省汕头市金平区下辖的一个已撤销的乡镇级行政单位。现隶属于广东省汕头市金平区小公园街道。

## 行政区划
海安街道下辖以下地区：
利安社区、跃进社区、南海社区、海悦社区、万安社区、德安社区和怀安社区。